# Milan Ružić
Milan Ružić (* 25. Juli 1955 in Rijeka; † 26. Januar 2014 ebenda) war ein jugoslawischer Fußballspieler. Er lief in zwei Länderspielen für die jugoslawische Nationalmannschaft auf.

## Sportlicher Werdegang
Ružić spielte ab 1976 für NK Rijeka in der Prva Liga. 1978 gewann er mit der Mannschaft seinen ersten Titel, im Endspiel um den Kup Maršala Tita erzielte Milan Radović in der Verlängerung den spielentscheidenden Treffer zum 1:0-Erfolg über KF Trepça und im Balkanpokal bezwang der Klub den rumänischen Vertreter Jiul Petroșani. Durch einen 2:1-Sieg im Hinspiel und ein 0:0-Remis im Rückspiel wurde der Titel im folgenden Jahr gegen FK Partizan Belgrad verteidigt. Mit dem Klub trat er in der Folge auch im Europapokal an, jedoch scheiterte die Mannschaft meist früh im Wettbewerb. 1980 gelang ein Achtungserfolg, als man Juventus Turin ein 0:0-Unentschieden abtrotzte.
1983 bestritt Ružić seine beiden einzigen Länderspiele, als die Balkanelf auf Rumänien respektive Deutschland traf. Im selben Jahr verließ er nach Erreichen der Altersgrenze von 28 Jahren, die seinerzeit den Wechsel aus einem sozialistischen Staat in den Westen begrenzte, Jugoslawien und schloss sich dem belgischen Klub K. Beringen FC an. Im Sommer 1984 stieg er jedoch mit der Mannschaft aus der Ersten Division ab, daraufhin zog er weiter zu KAA Gent. Der Klub durchlebte nicht zuletzt dank Protagonisten wie Søren Busk, Michel De Wolf, Cees Schapendonk, René Mücher und Hubert Cordiez eine erfolgreiche Zeit und war amtierender Pokalsieger. Nach dem Ableben des Mäzens Albert De Meester 1986 bekam der Klub kurze Zeit später finanzielle Probleme, die in Spielerverkäufen endeten. 1988 wechselte Ružić zum Zweitligisten KRC Harelbeke, ab 1989 ließ er die aktive Laufbahn beim niederländischen Klub HSV Hoek ausklingen.